# 军矿
军矿，即军队自办矿，是中国人民解放军实行“军队经商”的一种具体形式。据统计，1990年代初，中国人民解放军全军有25个矿种、600多个矿山企业，其中主要是煤矿；全军有455个煤矿，年设计能力3485万吨，实际生产能力为3750万吨，其中大部分集中在山西省境内。

## 概述
据报道，军队在山西办矿最早始于1960年代，主要有两个方面。一是解决部队自身用煤问题而开挖的小煤窑，二是在“五·七指示”的号召下开办的煤矿。
“改革开放”后，1980年代中后期，山西出现了不少军办矿。军队办矿原本是为了解决军队自用煤，后来演变到解决军费不足的问题。
1980年代，山西省的煤矿大致可分为国有统配煤矿和地方乡镇煤矿两部分，而煤炭外销主要依靠铁路。国有统配煤矿的铁路运输计划直接分配到各个煤矿；地方乡镇煤矿的铁路运输计划，由山西省计委直接控制。后来，山西省计委则将地方矿的铁路运输计划全部交给山西省煤炭运销公司。随着1989年中国人民解放军总后勤部军需生产部矿业管理部（简称“军矿局”）的成立，原来由山西省煤炭运销公司管理的山西境内军办矿的运销，划归军矿局管理。
当时，由于山西煤炭流通的利润远高于生产利润，这使得军矿的工作重点放在了煤炭运销上。在山西境内，军矿的年销量远远大于其自身的年产量，而多余的销售量是通过公开收购地方小窑煤而来。军矿凭借自身特殊的政治地位和条件，利用非常手段争取到运力。例如山西晋城、运城两地虽然没有军办矿井，但这两个地市都安排有军队煤的铁路运销计划。
军矿直接挤占了山西地方煤炭的运力。例如1991年1月至7月，山西长治、晋城地方矿分别完成了年外运计划的36.3%和38.7%，但军办矿已经完成了年外运计划的115.3%。据统计，军办矿每年超计划外运量约为80%以上，从而导致地方矿只能完成外运计划的80%左右。
1993年，山西省新的省委领导上任，在军办矿问题上与中央取得一致。同年11月15日，国务院、中央军委下发了《关于将山西省内军办煤矿移交地方管理的批复》，决定自1994年1月1日起，全军在山西省境内的煤炭生产经营活动全部停止，800余个军队煤炭生产经营企业待移交或撤销。1995年前后，军矿退出了山西省。